# Paul Hoff (Politiker)

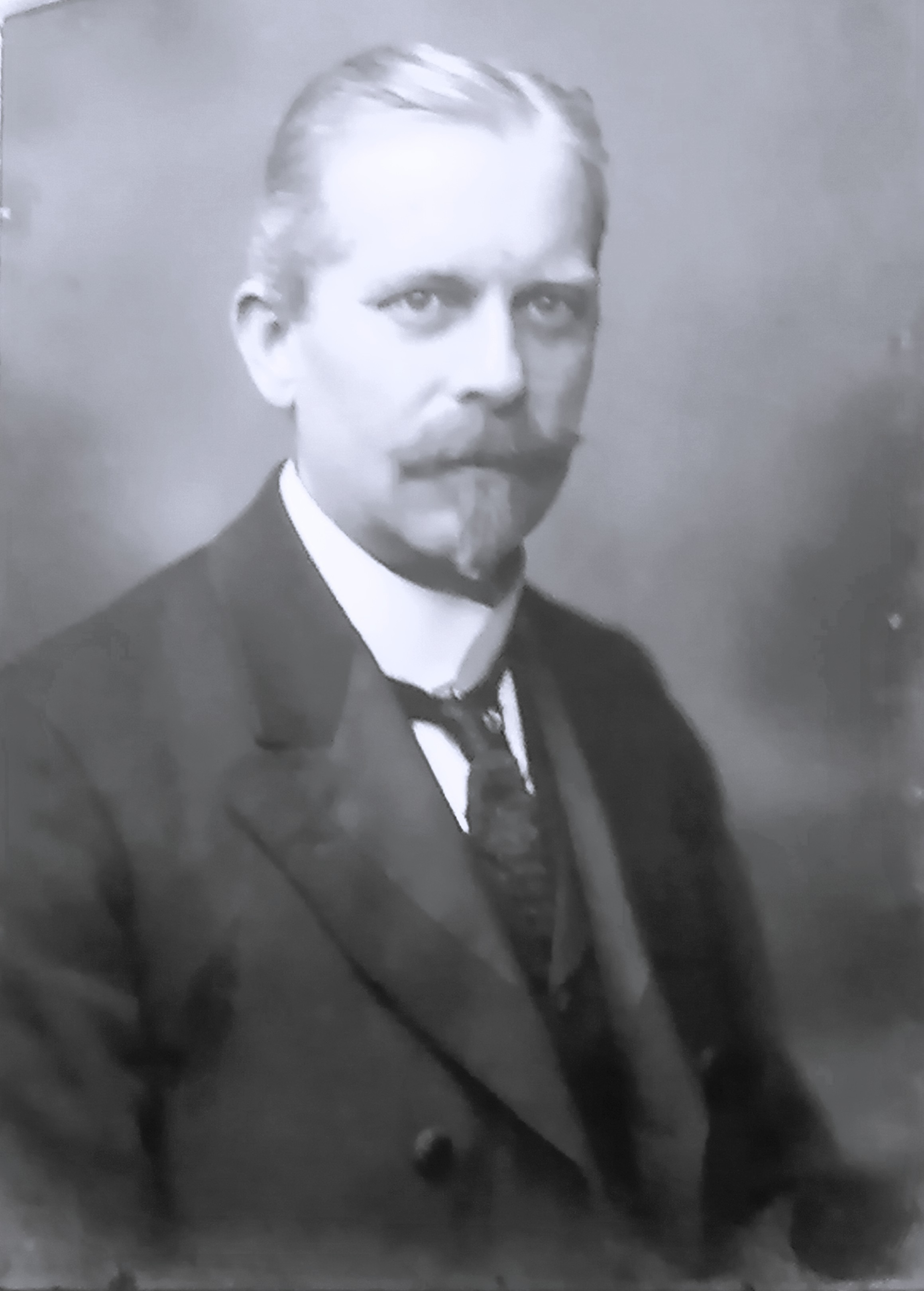
Paul Hoff (1919)

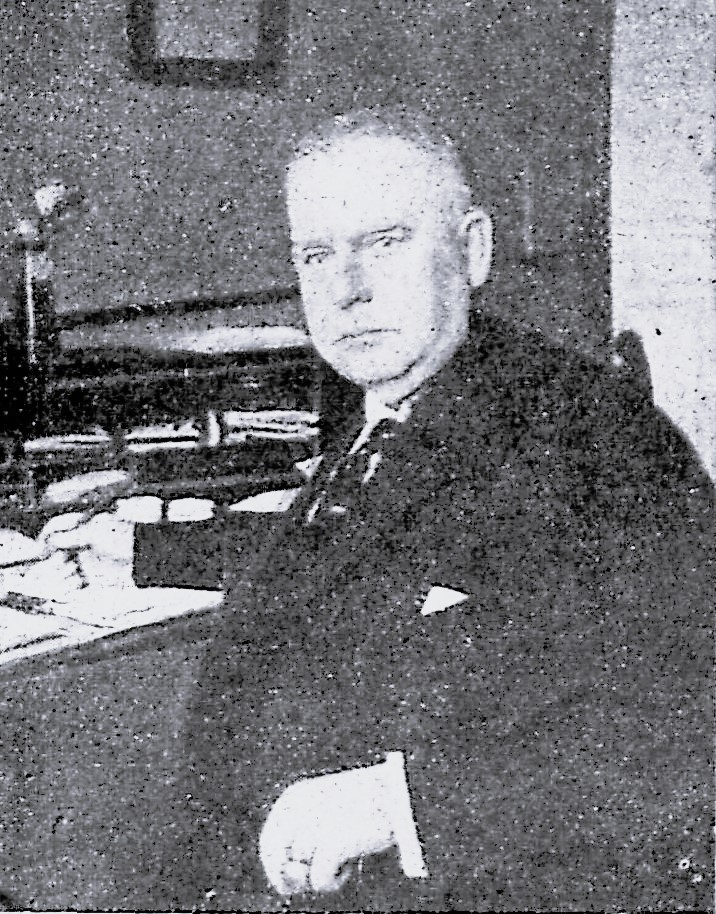
Paul Hoff

Heinrich Max Paul Hoff (* 15. Dezember 1867 in Lübeck; † 20. Januar 1928 ebenda) war sozialdemokratischer Senator der Hansestadt Lübeck.

## Leben

### Herkunft
Paul war das Jüngste der sechs Kinder des Schneiders Johs. Hoff († 1876). Vom Jahr 1874 bis zum Tode seines Vaters besuchte er die Froh’sche Schule, danach erhielt er bis zum Jahr 1882 seine Erziehung im Lübecker Waisenhaus.

### Laufbahn
In den Jahren 1882 bis 1886 machte Hoff eine Lehre zum Metallarbeiter im Maschinenbau als Dreher bei Johs. Hübner. In seinen anschließenden drei Jahren auf der Walz durch einen großen Teil Deutschlands, nahm er mit offenen Augen das auf, was er in seinem späteren in der Politik als Beispiele verwenden sollte. Zurück in die Heimat gekehrt, arbeitete er auf der Ever‘schen Werft und in der Lübecker Maschinenbau Gesellschaft. Auf der Schiffswerft von Henry Koch trat er der gewerkschaftlichen Bewegung nahe und vertiefte sein Wissen über die Gewerbearbeit und die Soziale Gesetzgebung. Von seinen Arbeitsgenossen wurde er als kluger, bereitwilliger und sachlicher Berater geschätzt. Seine sachliche Einstellung sollte unter anderen im Jahr 1905 dadurch zutage treten, als er die gegründete Öffentliche Rechtsauskunftsstelle, in Hamburg war eine Öffentliche Rechtsauskunft- und Vergleichsstelle erst 1922 gegründet worden, und deren Bestreben anerkannte und sich jedweder Bekämpfung enthielt.
Ab 1896 war Hoff 2. Vorsitzender des Deutschen Metallarbeiter-Verbands und war in den Jahren 1898 bis 1910 Kassierer des Gewerkschaftskartells. In jener Zeit war er auch Beisitzer im Gewerbegericht sowie des Schiedsgerichts der Arbeiterversicherung. Zudem war er Mitglied des Reichsversicherungsamtes, der höchsten Spruchbehörde in Unfall-, Invaliden- und Krankenkassensachen sowie Vorstandsmitglied der Allgemeinen Ortskrankenkasse der Stadt.
Im Jahr 1909 wurde er zum Arbeitersekretär erwählt und verblieb in jenem Amt bis zu seiner Wahl in den Senat.
Auf genossenschaftlichen Gebiet war Hoff Aufsichtsratsmitglied im lübeckischen Konsumverein.

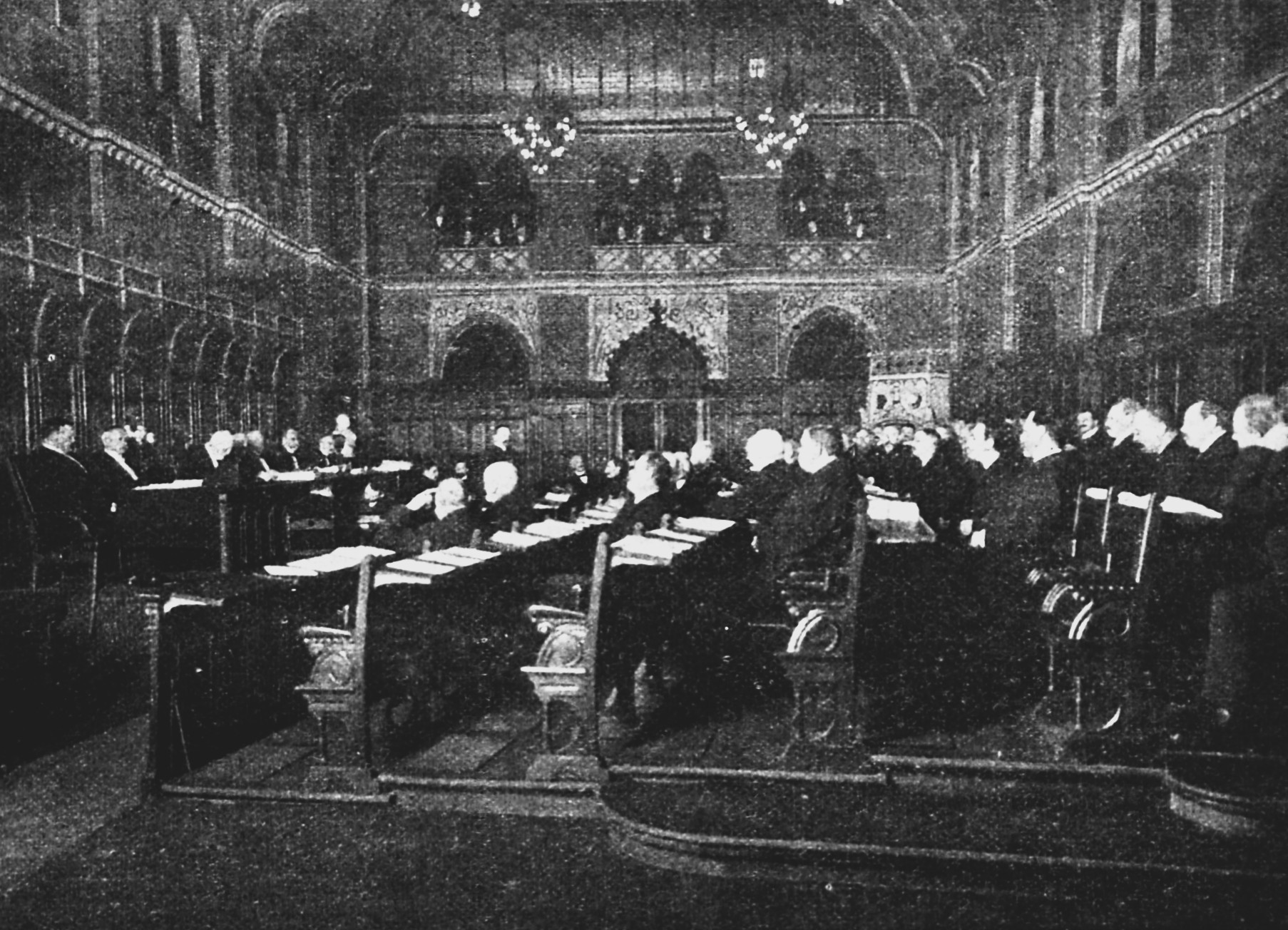
Bei den Sitzungen saßen auf den erhöhten Sitzen die Kommissare des Senats und die Wortführer

Im politischen Leben war Hoff Mitglied im Ausschuss der Sozialdemokratischen Partei und gehörte seit dem Jahr 1903 der Presskommission des Vorwärts an. Seit dem Jahr 1909 war er, wie auch Gustav Ehlers, Bürgerschaftsmitglied. Als solches gehörte er verschiedentlich, mit den vorgeschriebenen Pausen, dem Bürgerausschuss an. Er nahm Anteil an den Tätigkeiten der Jugendpflege und wurde später Vorsitzender des Jugendamtes, des Wohlfahrtsamtes und dem Amt für Anstalten und Werkstätten. Nach der Umwälzung in der Stadt fungierte er als erster Stellvertretender Wortführer des Ausschusses. Ebenfalls war er Mitglied der Armen- und Steuerbehörde.
Unter dem Vorsitz ihres stellvertretenden Wortführers Hermann Eschenburg wählte die Bürgerschaft nach dem republikanischen Umschwung auf Grund der neuen Verfassung am 31. März 1919 fünf neue politische Senatoren. Eine zum Zwecke der Überreichung von Vorschlägen gebildete 16-gliedrige Kommission hatte sich darüber geeinigt, Hoff (soz.), der sich gegenüber Link (dem.) durchsetzte, für den ausscheidenden Johann Hermann Eschenburg, Albert Henze (soz.) für den bereits ausgeschiedenen Johann Georg Eschenburg, Carl Dimpker (dem.) für den bereits ausgeschiedenen Eduard Rabe, Paul Löwigt für den verstorbenen Emil Possehl und Fritz Mehrlein (soz.) für den ausscheidenden Eduard Friedrich Ewers vorzuschlagen. In der darauffolgenden von der Bürgerschaft vorgenommenen Wahl wurden sie mit 74, 74, 75, 74 und 72 Stimmen zu Senatoren gewählt. Hoff war, was nur auf sehr wenige Senatsmitglieder zutraf, gebürtiger Lübecker.
Von Beginn an war er der Vorsitzende der Armenbehörde. Jenes Amt hatte vorher häufig gewechselt. Bis zur Zusammenfassung der sozialen Behörden in der Behörde für Arbeit und Wohlfahrt, deren Vorsitz auch ihm übertragen wurde, blieb Hoff im Amt. In der neuen Behörde hatte er das Glück mit dem Präsidenten Hermann Link einen so bedeutenden Fachmann an seiner Seite zu haben. Hoff war auch im Amt der Beamtenkommission, im Stadt- und Landesamt und in den Vorsteherschaften verschiedener bedeutender Stiftungen wie der Brösenstiftung. Keinem war er jedoch so verbunden, wie der für Arbeit und Wohlfahrt.

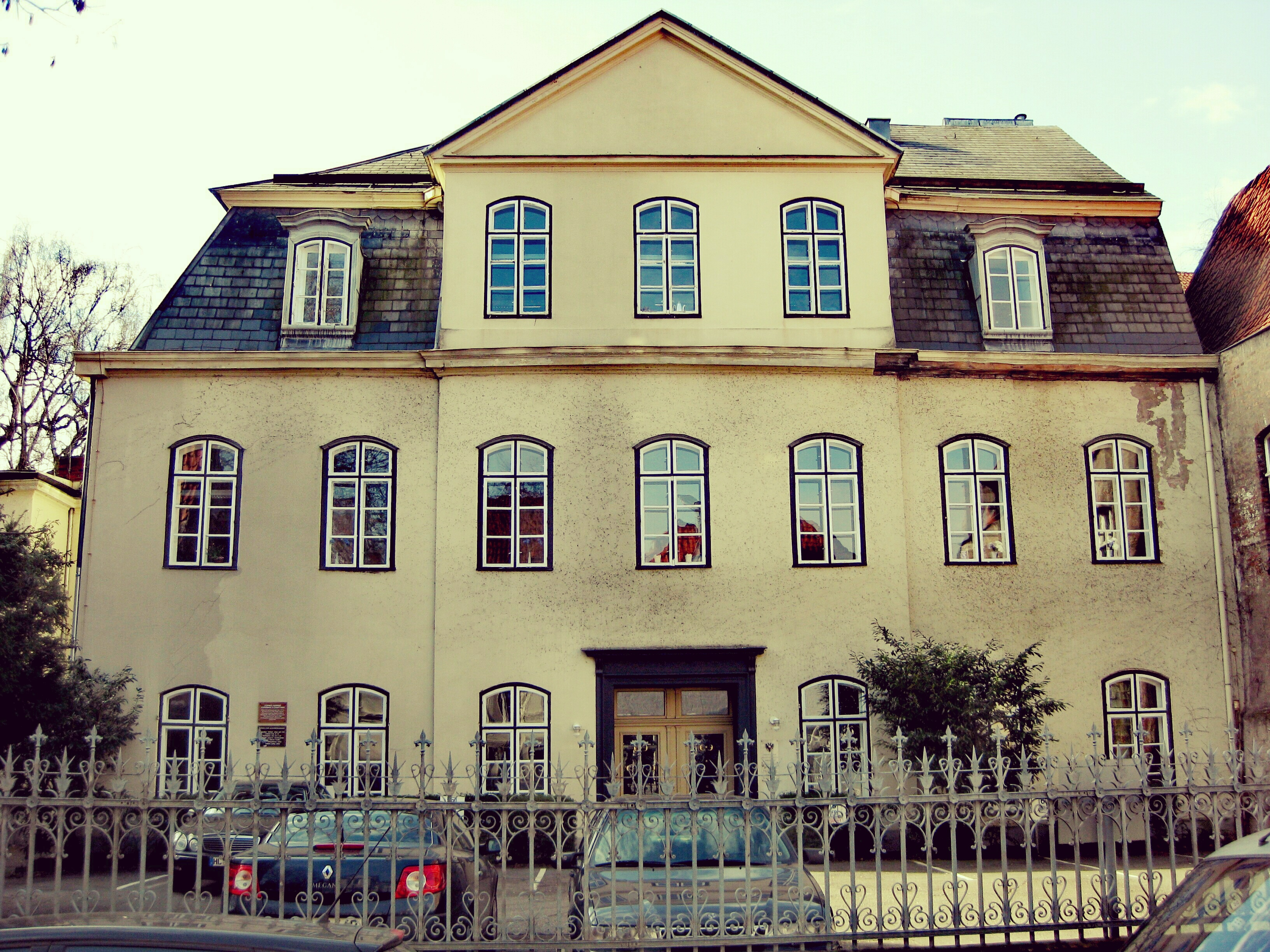
Einstiges Mütter- und Säuglingsheim

Das Mütter- und Säuglingsheim in der Schildstraße war ein sogenanntes „Lieblingskind“ der Armenbehörde und ihrem Leiter. So hatte das Amt immer, auch in trübsten Zeiten der Inflation, etwas für ihre Anstalten und Werkstätten übrig. Das Haus erfuhr eine grundlegende Erneuerung und die Betreuung der Heiminsassen wurde einer vorgeschulten, ausgezeichneten Schwesternschaft übertragen. Nun wurden bauliche Veränderungen vorgenommen. Es wurde eine große Loggia errichtet, eine Warmwasserversorgung geschaffen und eine Milchküche eingebaut. Der Hof wurde zu einem Garten umgestaltet und man stellte Hausammen ein. Die Anzahl der wegen Erkrankung an das Allgemeine Krankenhaus Überwiesenen betrug 1921 179, was einem Pflegebestand von 54 % entsprach, und sank bis 1927 auf 13 (9 %).
Als während seiner Zeit bei der Armenbehörde vorgeschlagen wurde, dass das von ihm mit verwaltete Kinderheim, für das er viel getan hatte, einer anderen Behörde unterstellt werden sollte, schmerzte es ihn sehr. Er war bei den Veranstaltungen der Jugend zugegen und begleitete Kindertransporte in Erholungsheime.

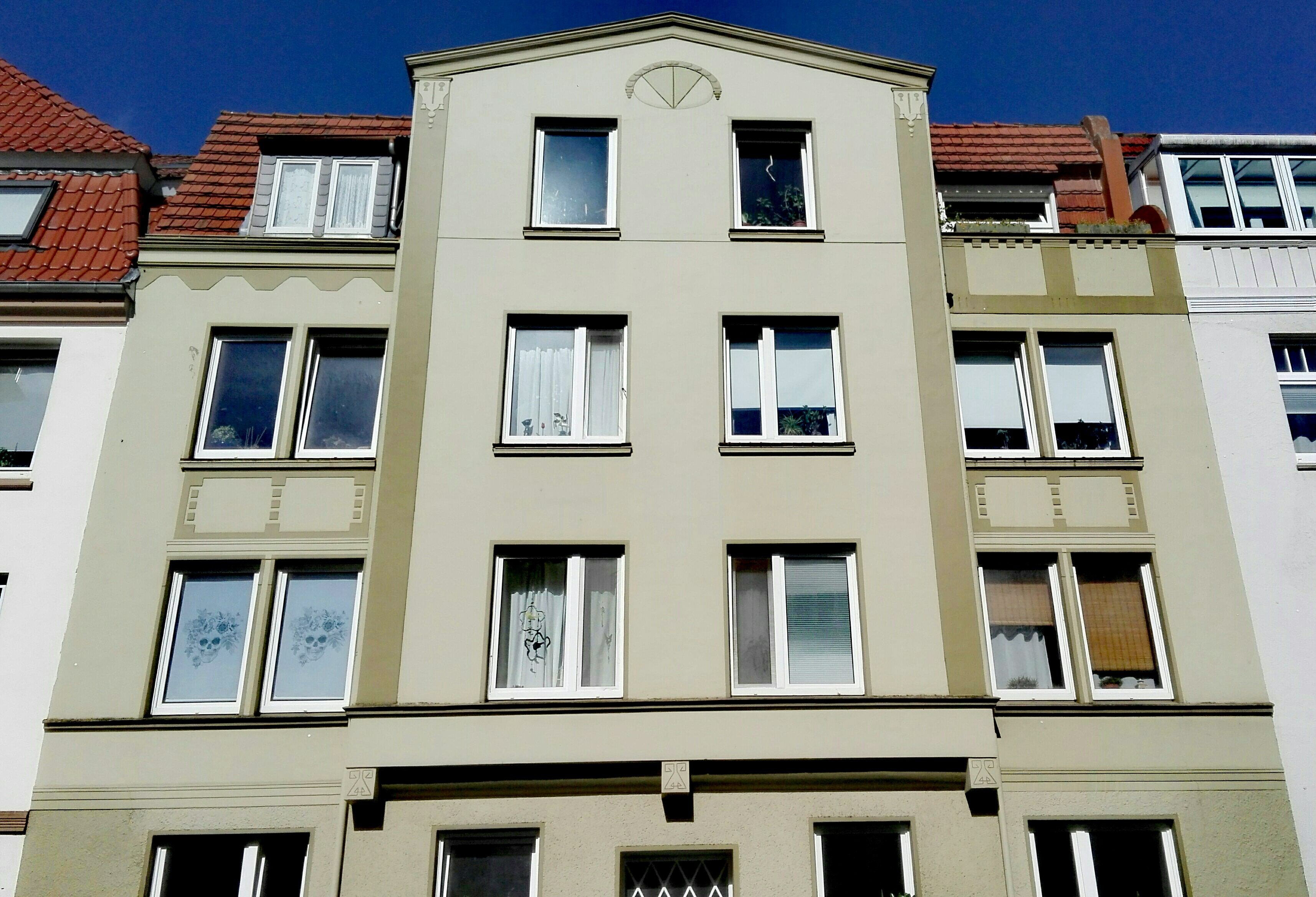
Hoffscher Wohnsitz

Ab dem Jahr 1927 war Hoff mannigfachen sich als unsinnig erweisenden Angriffen in Form von persönlichen Verunglimpfungen der Kommunistischen Fraktion der Bürgerschaft ausgesetzt gewesen. Deren Rädelsführer saß zum Zeitpunkt von Hoffs Suizid schon im Gefängnis.
Hoff ist keine Kämpfernatur gewesen. Als er in den politischen Wirren um Bürgermeister Neumann im Jahr 1926 das mit Repräsentationen verbundene Amt des stellvertretenden Bürgermeisters übernahm, ist niemand unglücklicher und als es ihm wieder abgenommen wurde glücklicher gewesen als er.
Die Angriffe hatten ihm derart zugesetzt, dass seine Kräfte als auch seine Nervenkraft zusehends zermürbt seien. In einem erschütternden Abschiedsbrief an seine Lebensgefährtin schrieb er, worauf alle lübeckischen Zeitungen hinwiesen, dass er einen Nervenzusammenbruch mehr als den Tod fürchtete und keinen Ausweg mehr wüsste. Nachdem er am Vorabend noch eine Behördensitzung mit seiner gewohnten Konzilianz und Umsicht geleitet hatte, setzte er am nächsten Morgen, 20. Januar 1928, um 7 Uhr seinem Leben ein Ende. Die öffentlichen Gebäude der Stadt setzten rote Fahnen auf halbmast.
Laut dem Volksboten glich sein tragisches Schicksal dem von Friedrich Ebert. Obwohl er sich mit diesem nie gleichstellte, ist er ihm doch aufs innigste geistesverwandt gewesen.

### Beisetzung

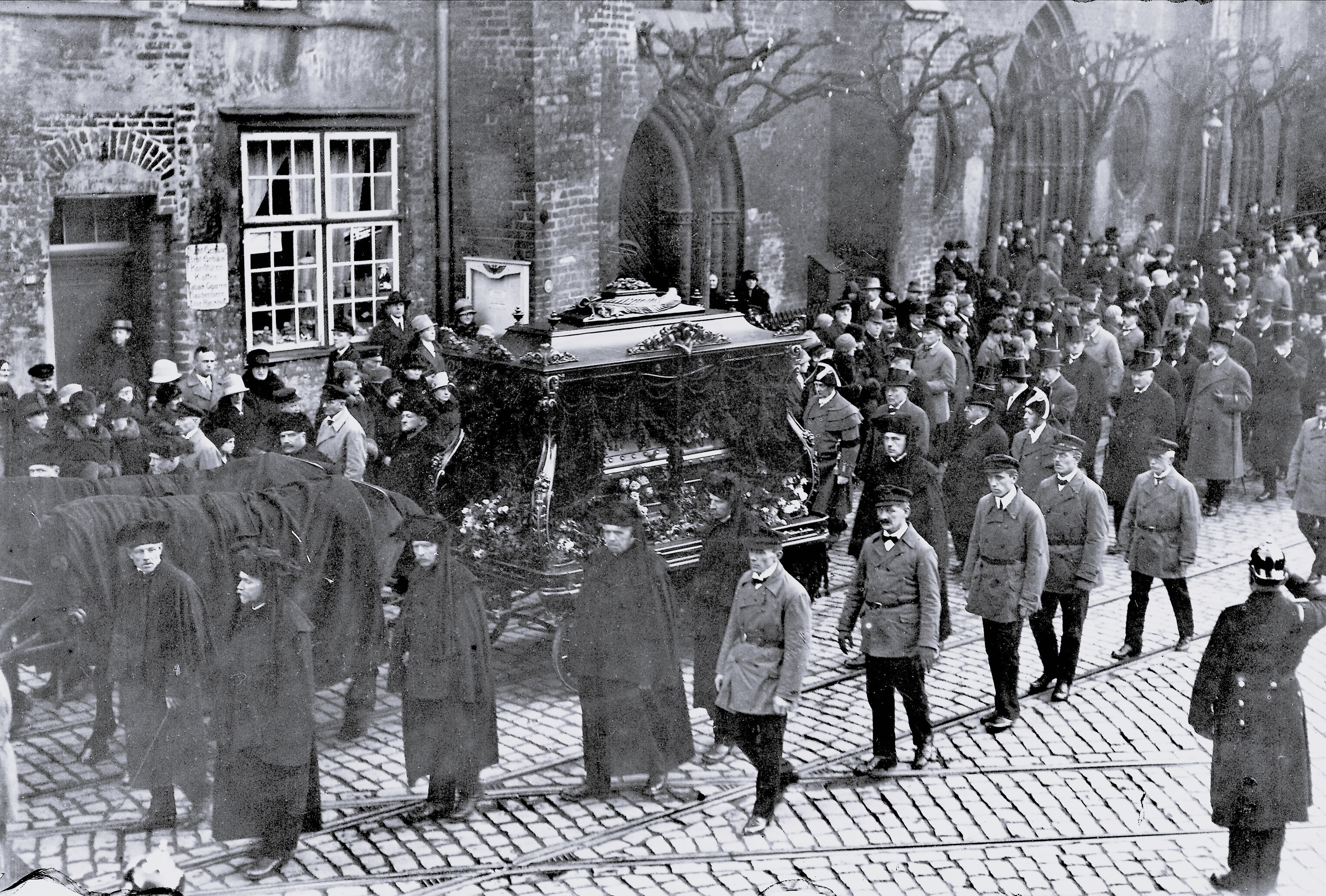
Auf dem Trauerzug

Am 25. Januar 1928 fand im florverhangenen großen bis auf den letzten Platz gefüllten Gewerkschaftshaus-Saal, wo der Sarg aufgebahrt war, die Trauerfeier statt. Bürgermeister Löwigt hielt seinem Freunde die Gedächtnisrede.
Unter dem Geläute vom Reiter der Marienkirche, das Glockenspiel wurde nur zum Begräbnis eines Senatoren geläutet, setzte sich daraufhin der Trauerzug durch die von tausenden gesäumten Straßen zum Burgtorfriedhof in Bewegung.

### Familie
Hoff hatte mit Anna Maria Wilhelmine, geborene Jürs, (* 19. Juli 1870; † 31. August 1946) zwei Kinder. Nach seinem Tode verblieb sie in der Wohnung.
- Margrethe Dorothea Hoff (1897–1993)

heiratete einen Dänen und lebte mit ihm in Dänemark
- Inga Elisabeth Eeg (1923–2011)

Die Versorgungsbezüge der Witwe wurden zum 30. Juni 1933 eingestellt. In ihrer Personalakte befindet sich ein Schreiben von ihr vom 20. Juli 1933, in dem sie zur Erlangung von Versorgungsleistungen im Sinne des Nationalsozialismus aussagte, dass ihr Mann gegen Julius Leber, lübeckischer Reichstagsabgeordneter der SPD, ausgesagt hätte. Ab dem 1. Oktober 1933 erhielt sie eine widerufliche Rente. Auf Anordnung von Wilhelm Frick, Reichsminister des Inneren, erhielt sie rückwirkend seit dem 1. April 1932 Witwengeld.